# Zazen Boys
Zazen Boys — японская рок-группа, сформированная в 2003 году вокалистом и ритм-гитаристом Number Girl Сютоку Мукаи. Стилистически, музыка группы состоит из ритмически сложных песен, напоминающий математический рок.

## История
После того, как группа Number Girl распалась, вокалист Сютоку Мукаи начал свою сольную карьеру, взяв псевдоним Mukai Shutoku Acoustic and Electric. Периодически играя новые версии песен Number Girl, он придумал совершенно новые песни, которые в будущем войдут в первый альбом группы Zazen Boys. Сютоку Мукаи, проведя свой сольный тур в июне 2003 года, связался со своим другом и барабанщиком Number Girl Ахитой Иназавой с целью формирования группы Zazen Boys. Затем, связавшись с басистом группы Art-School Хидэдзаку Хинатой и гитаристом группы Kicking The Lion Со Ёсикане, группа полностью сформировалась.
Сютоку Мукаи, имея опыт в группе Number Girl и экспериментируя с музыкой в жанре хип-хоп, фанк, панк-рок и импровизационный джаз, добился неожиданных успехов. Группа выпустила дебютный альбом Zazen Boys  и отправилась в тур. В это же время группа выпустила сингл Hantōmei Shōjo Kankei и лайв-альбом Matsuri Session 2.26.2004 Tokyo. Через пять месяцев, первого сентября 2004 года, группа выпустила свой второй альбом, Zazen Boys II, который был также хорошо принят, как и первый альбом. В начале 2005 года, барабанщик Ахито Иназава ушел из группы, чтобы сформировать свою, Vola and the Oriental Machine. На место Иназавы пришел сессионный музыкант Ацуси Мацусита. Zazen Boys выпустили новый сингл, Himitsu Girl’s Top Secret, в июле 2005 года. После релиза сингла, группа начала выпускать лайв-альбомы Live at Osaka, Matsuri Session Live at Yaon, и Matsuri Session 12.27.2005 Tokyo, а также Live at Shibuya, концерт в честь открытия магазина Apple в Сибуе, запись которого был выпущен эксклюзивно в iTunes.
В начале 2006 года группа выпустила альбом Zazen Boys III. Zazen Boys III включал в себя больше импровизации и экспериментов с концертов, и альбом получил смешанные оценки как от фанатов, так и от критиков. Через месяц группа выпустила коллекцию импровизированно записанных песен, Live at Matsuri Studio. Затем, в течение года, группа постоянно гастролировала, позже выпустив лайв-альбом «Zazen Boys Live at Okinawa 2006». В начале 2007 года, басист Хидезаку Хината покинул группу, и на его место пришел бывший басист групп Nine Days Wonder и 12939db Итиро Ёсида. В сентябре 2008 года группа выпустила альбом Zazen Boys 4. Zazen Boys 4 изменил прежнее звучание группы, больше акцентируя внимание на синтезатор, бас-гитару и элементы фанка.
Позже, группа написала саундтрек для фильма Yaji and Kita: The Midnight Pilgrims. Также, песня Jimonjitō была использована в фильме Canary.
В 2018 году Сютоку Мукаи в своем блоге анонсировал, что басист Итиро Ёсида покидает группу, и на его место взяли басистку группы 385, Мию.

## Дискография

### Синглы
- "Hantōmei Shōjo Kankei" (яп. 半透明少女関係) (2004)
- «Himitsu Girl’s Top Secret» (2005)
- «I Don’t Wanna Be With You» (2007)

### Альбомы
- Zazen Boys (2004)
- Zazen Boys II (2004)
- Zazen Boys III (2006)
- At the Matsuri Studio (2006, limited edition instrumental album)
- Zazen Boys 4 (2008)
- Stories (яп. すとーりーず Sutōrīzu) (2012)

### Лайв-альбомы
- Matsuri Session 2・26 2004 Tokyo (2004)
- Zazen Boys Live at Osaka (2005, online-only)
- Live at Shibuya iTunes Store (2005)
- Matsuri Session Live at Yaon (2005)
- Matsuri Session 12・27 2005 Tokyo (2005)
- Zazen Boys Live at Okinawa (2006, online-only)

### Саундтреки
- It’s Only Rock and Roll (But We Like It): A Tribute to the Rolling Stones (2003)
- オリジナル・サウンドトラック「真夜中の野次さん喜多さん」 (Original Soundtrack Mayonaka no Yaji-San Kita-San) (2005)
- オリジナル・サウンドトラック「カナリア」 (Original Soundtrack Canary) (2005)